# Urszula Nowogórska
Urszula Teresa Nowogórska z domu Słowiak (ur. 29 września 1978 w Limanowej) – polska urzędniczka samorządowa i działaczka polityczna, przewodnicząca sejmiku małopolskiego (2010, 2014–2018), posłanka na Sejm IX i X kadencji.

## Życiorys
Córka Edwarda i Marii. Z wykształcenia pielęgniarka, w 2013 ukończyła studia z zakresu politologii i administracji publicznej na Uniwersytecie Pedagogicznym w Krakowie. Zawodowo związana z urzędem gminy Limanowa, zatrudniona w wydziale inwestycji i zamówień publicznych.
Zaangażowała się w działalność polityczną w ramach Polskiego Stronnictwa Ludowego. W 2006 uzyskała mandat radnej sejmiku małopolskiego III kadencji. W 2010 przez kilka ostatnich miesięcy tej kadencji pełniła funkcję przewodniczącej sejmiku (zastąpiła Andrzeja Sztorca, który objął wakujący mandat poselski). W tym samym roku nie uzyskała reelekcji w wyborach samorządowych.
Radną wojewódzką z listy PSL została ponownie po czteroletniej przerwie w 2014. Po raz drugi objęła wówczas stanowisko przewodniczącej sejmiku na okres V kadencji samorządu wojewódzkiego. W 2018 utrzymała mandat radnej województwa na kolejną kadencję, zakończyła w tymże roku pełnienie funkcji przewodniczącej sejmiku. Od 2018 do 2019 była członkinią Rady Narodowego Instytutu Wolności – Centrum Rozwoju Społeczeństwa Obywatelskiego.
W wyborach w 2019 uzyskała mandat posłanki IX kadencji z listy PSL w okręgu wyborczym nr 14, otrzymując 11 499 głosów. W wyborach w 2023 z powodzeniem ubiegała się o poselską reelekcję z ramienia koalicji Trzecia Droga (z wynikiem 24 388 głosów). W 2024 z listy tej koalicji bezskutecznie startowała w wyborach do Parlamentu Europejskiego z okręgu nr 10 (otrzymała 11 354 głosy).

## Wyniki w wyborach ogólnopolskich
| Wybory | Komitet                         | Komitet                    | Organ            | Okręg          | Wynik          |
| ------ | ------------------------------- | -------------------------- | ---------------- | -------------- | -------------- |
| 2019   |                                 | Polskie Stronnictwo Ludowe | Sejm IX kadencji | nr 14          | 11 499 (3,11%) |
| 2023   |                                 | Trzecia Droga              | Sejm X kadencji  | nr 14          | 24 388 (5,71%) |
| 2024   | Parlament Europejski X kadencji | Trzecia Droga              | nr 10            | 11 354 (0,76%) |                |

## Życie prywatne
Zamężna z Januszem, z którym ma dwoje dzieci: Pawła i Ewelinę.